# Видеомагнитофон
Видеомагнитофо́н — устройство для записи телевизионного сигнала на магнитную ленту и его последующего воспроизведения.
От аудиомагнитофона отличается многократно увеличенной полосой записываемых частот и устройством лентопротяжного механизма. Возможность записи высокочастотных и импульсных сигналов делает видеомагнитофон пригодным не только для видеозаписи, но и для других прикладных задач, связанных с регистрацией информации.
В англоязычных странах существует терминологическое смысловое деление: Video Tape Recorder (VTR) означает катушечный видеомагнитофон, Video Cassette Recorder (VCR) — кассетный.

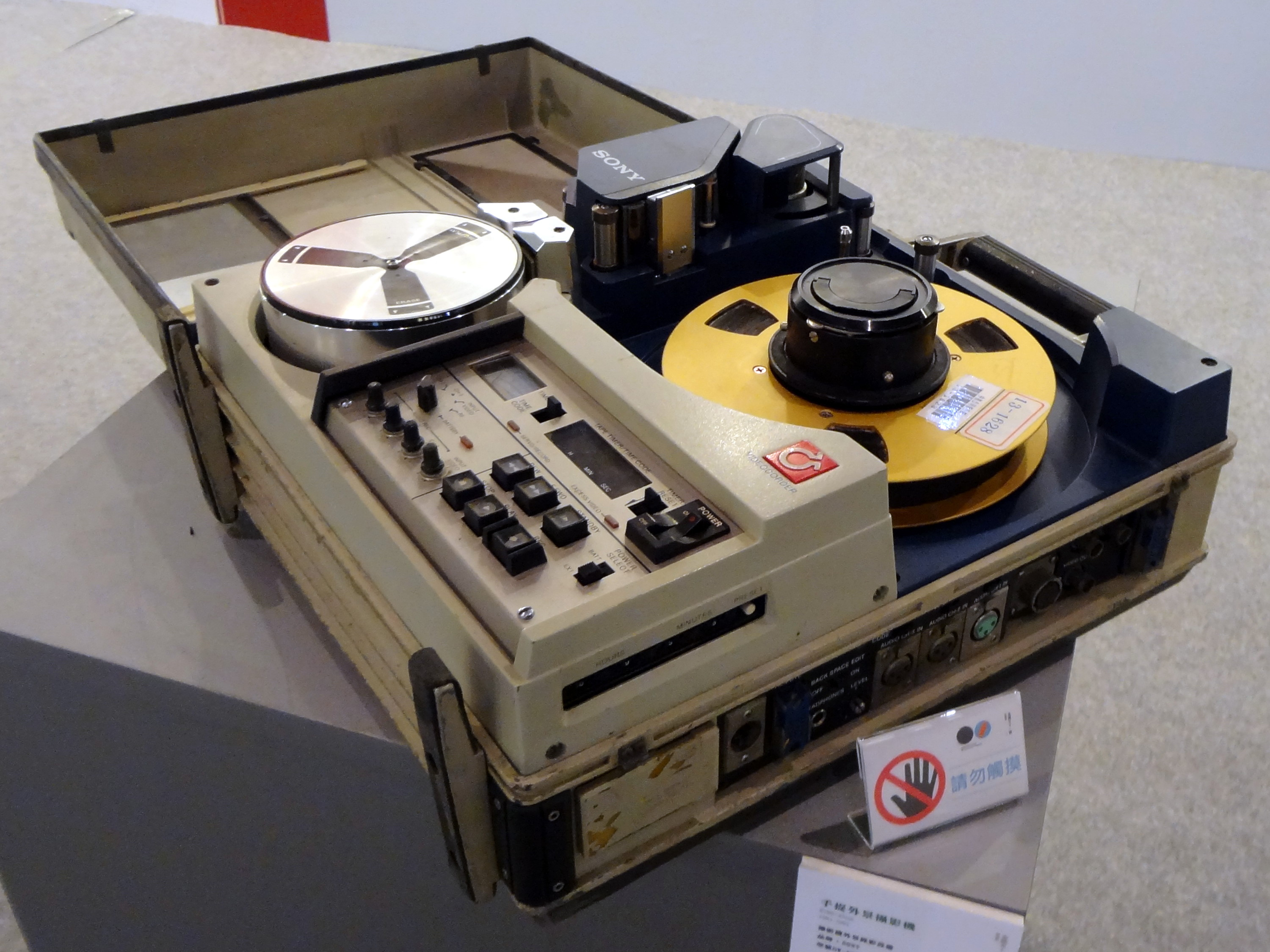
Катушечный видеомагнитофон «Sony BVH-500» формата «С»

## Историческая справка
В начале 1950-х годов при записи телевизионных программ для одновременной их трансляции во всех часовых поясах США использовалась кинорегистраторы. Изображение передавалось с одного побережья на другое через арендованные релейные или коаксиальные кабельные линии, предоставляемые телефонной компанией AT&T, вновь записывалось на киноплёнку, которая проявлялась в лаборатории, и запись с низким качеством изображения сразу же выводилась в эфир (часто с ещё неостывшей плёнки). К 1954 году телевещательные сети использовали для этого больше плёнки, чем все голливудские киностудии вместе взятые, тратя до 4000 $ на получасовую трансляцию. Недостатки постоянно заставляли разработчиков искать другие способы хранения видеоизображения. Таким способом была магнитная запись, не требующая обработки носителя и оптической трансформации видеосигнала, однако широкий диапазон его частот (единицы мегагерц) не позволял вести запись тем же способом, как в магнитной звукозаписи.

### Неподвижные магнитные видеоголовки
В первых видеомагнитофонах для записи широкополосного телевизионного сигнала магнитная лента перемещалась мимо неподвижных магнитных головок с большой скоростью, позволяя записывать высокие частоты, соответствующие мелким деталям изображения. Разработка первого в мире такого видеомагнитофона началась в 1950 году инженерами американской компаний Bing Crosby Enterprises. В 10-дорожечном магнитофоне, условно называемом «Mark I», являвшемся модификацией аудиомагнитофона «Ampex 200», запись велась специально разработанной головкой, обеспечивающей полосу пропускания в 1 МГц, на стандартную четвертьдюймовую пленку, двигавшуюся со скоростью 914 см/с. На пленку записывали видеосигнал, разделённый электронным коммутатором и линиями задержки на 10 параллельных потоков. Впервые «размытая и нечеткая», сильно зашумлённая запись, произведенная на устройстве, демонстрировалась в ноябре 1951 года.
К 1952 году был создан магнитофон «Mark II», использовавший однодюймовую плёнку, такие же неподвижные головки и 12-дорожечную запись. Десять дорожек использовались для видеосигнала, а для аудиосигнала, синхро- и опорных сигналов — одна в верхней части ленты и одна в нижней. Опорные сигналы с верхней и нижней дорожек использовались для коррекции скорости и перекоса ленты. Запись велась на скорости 914 см/с, в дальнейшем ее удалось снизить до 305 см/с. Применение блока вращающихся головок обсуждалось, однако реализовать задачу было сложно из-за отсутствия соответствующих станков. Первые пробные записи на магнитофоне были продемонстрированы коллективу разработчиков в марте 1952 года, прессе — в декабре того же года.
Один из инженеров, работавших над устройством, Роберт Филлипс, писал:

В 1952 и 1953 годах [наши] основные усилия были сосредоточены на улучшении частотных характеристик и снижении скорости движения ленты. Было испытано множество конструкций головок с использованием различных типов магнитных материалов, размеров зазоров, а также обмоток головок. Для изготовления головок была установлена прецизионная оптическая притирочная установка, а также [создан] способ намотки катушек на собранные сегменты головок. После опробования множества различных конфигураций головок стало ясно, что запись высоких частот на магнитную ленту имеет [существенные] ограничения. Был достигнут момент, когда изменения в конфигурации головки и скорости ленты практически не меняли верхнюю частоту, которую можно было записать.
Оригинальный текст (англ.)During the 1952 and 1953 period, the major effort was concentrated on improving the frequency response and reducing the tape speed. Many heads designs were tested using different types of magnetic materials, gap sizes and materials, and head windings. To make the heads, a precision optical lapping capability was installed along with a way of winding the coils on the assembled head segments. After trying many different head configurations, it was realized that there was a limitation in recording high frequencies on magnetic tape. A point was reached where changes in the head configuration and the tape speed made little difference in the upper frequency that could be recorded.

В 1953 году компания RCA, по указанию своего руководителя Дэвида Сарноффа также разрабатывавшая видеомагнитофон, усовершенствовала принцип: на магнитную ленту шириной в половину дюйма (12,7 мм) со скоростью 914 см/с записывались пять дорожек, три из которых содержали цветоделённые видеосигналы, а две другие — синхросигнал и звуковое сопровождение.
К февралю 1955 года Bing Crosby Enterprises был разработан магнитофон «Mark III», которым тремя головками вёл продольную запись (яркостный, цветовой и звуковой/опорный сигналы) на полудюймовую ленту на скорости 254 см/с. Доработанная версия магнитофона демонстрировалась в июне 1955 года. Вещательная компания CBS заказала изготовление трёх таких аппаратов, однако в апреле 1956 года, после демонстрации магнитофона Ampex с вращающимися головками, заказ был отменен. В целом опытным образцам устройств Bing Crosby Enterprises не позволили покинуть стены лаборатории и выйти на рынок непреодолённые проблемы — большой расход магнитной ленты и неустойчивость записи.
Стандарт Vision Electronic Recording Apparatus (VERA), разработанный BBC в 1956 году, использовал такую же плёнку, движущуюся со скоростью более 5 м/с мимо неподвижных магнитных головок. При этом видеосигнал разделялся на два диапазона, самый низкочастотный из которых записывался при помощи частотной модуляции. Такой способ записи позволял на рулоне длиной 4500 м, который достигал в диаметре полуметра, записать 15 минут видео с британским стандартом разложения в 405 строк. Аналогичный принцип записи на узкую магнитную ленту шириной 6,35 мм был использован в 1963 году при попытке создания бытового видеомагнитофона «Telcan». Низкая надёжность и неудовлетворительное качество изображения так и остались характерными чертами этой технологии, устаревшей сразу после появления видеомагнитофонов поперечно-строчной записи. В то же время наработки компаний RCA и Bing Crosby Enterprises стали базой дальнейшего развития видеомагнитофонов.
В этот же период в СССР аналогичные работы производились в лабораториях ВНАИЗ.

### Поперечно-строчная видеозапись

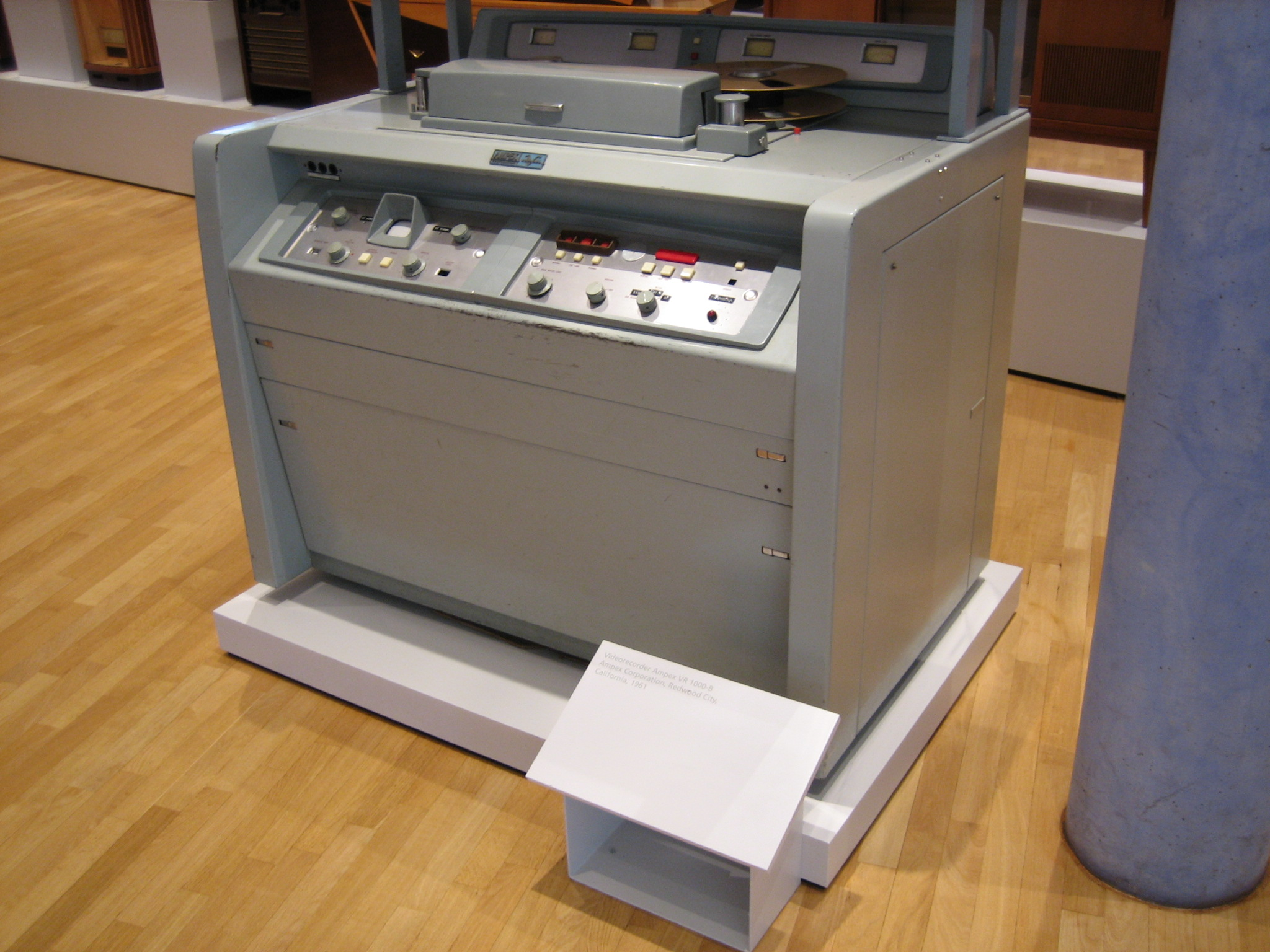
Первый видеомагнитофон «Ampex VR 1000B»

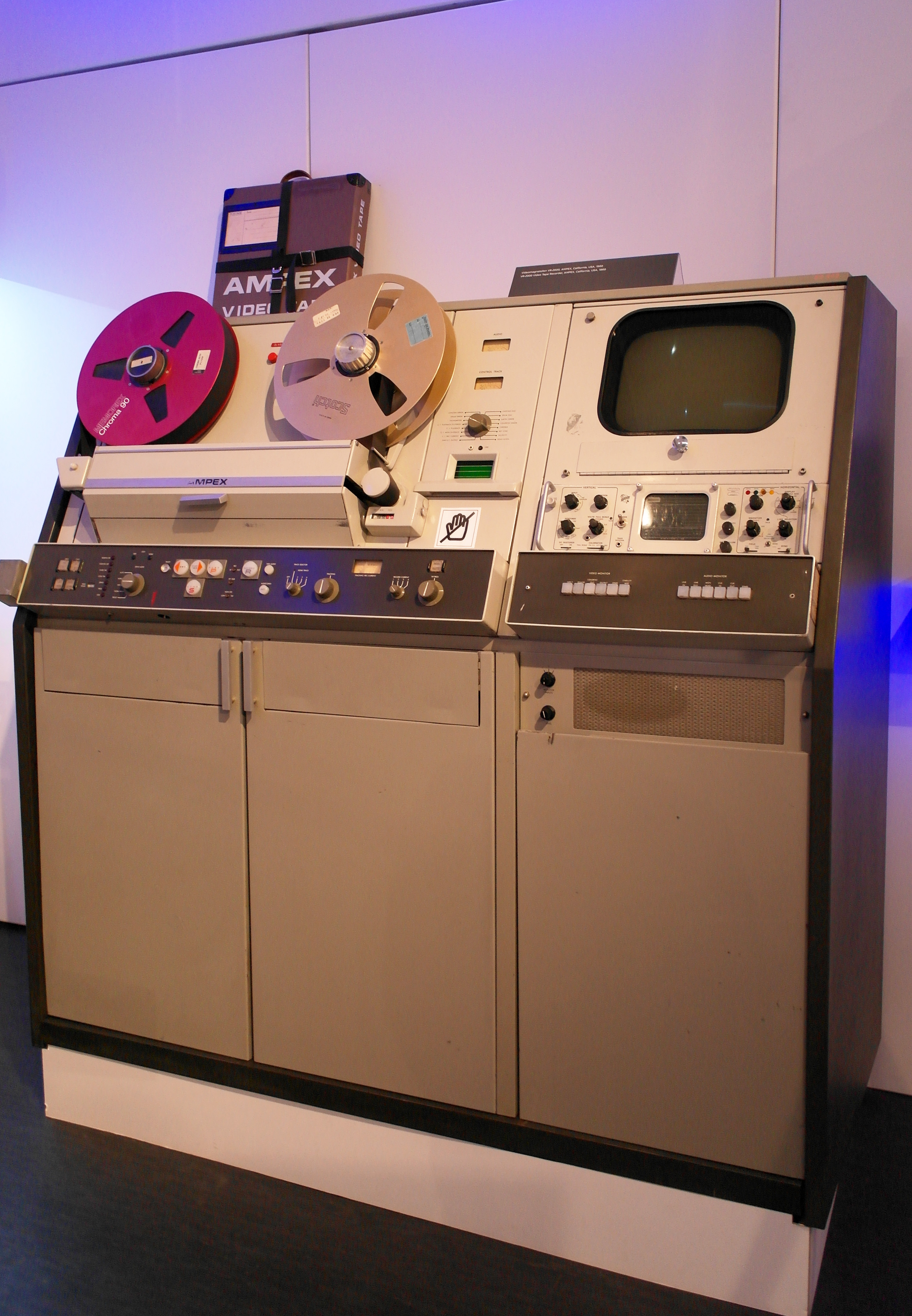
Студийный видеомагнитофон формата Quadruplex в Пражском техническом музее

Наиболее экономный способ использования магнитной ленты был предложен в 1932 году советским изобретателем К. Л. Исуповым для звукозаписи. Он предложил размещать дорожки не вдоль, а поперёк ленты, записывая их с помощью магнитных головок, установленных на вращающемся диске.
В силу этого попытки создать устройство, реализующее на практике поперечно-строчную запись блоком вращающихся головок, начали проводиться инженерами компании Ampex уже в 1952 году (независимо от разработок Bing Crosby Enterprises и RCA). В последующие годы эти попытки привели к созданию прототипов магнитофонов — «Mark I», «Mark II» и «Mark III». 14 апреля 1956 года на съезде Национальной ассоциации радио- и телевещателей в Чикаго компания продемонстрировала магнитофон «Mark IV». После того, как представитель вещательной компании CBS закончил свою речь, магнитофон практически сразу воспроизвел её, вызвав изумление у участников съезда. Демонстрация прошла столь успешно, что за четыре дня производитель получил заказов на не менее чем 40 устройств. В дальнейшем магнитофон переименовали в «VR-1000» (первые 16 аппаратов-прототипов обозначались «VRX-1000»), и он стал первым серийным коммерчески доступным видеомагнитофоном. Устройство использовало 2-дюймовую ленту, блок из четырёх видеоголовок вращался с частотой 14 400 об./мин., скорость движения ленты при этом составляла 38 см/с. Это позволяло записывать часовые телевизионные программы на одну бобину ленты, которая в 1956 году стоила 300 $. В дальнейшем была выпущена версия со скоростью ленты в 19 см/с. Позднее эта система по числу видеоголовок получила название Quadruplex («формат Q»)
Впервые телевизионное вещание с магнитной ленты при помощи этого аппарата начато 30 ноября 1956 года телевещателем CBS при повторном выпуске программы новостей. Первой телепрограммой, которая начала транслироваться 22 января 1957 года во всех часовых поясах США с предварительно записанной видеопленки, стало игровое шоу телевещателя NBC «Truth or Consequences». Из-за своей цены в 45 000 $ «VR-1000» использовался только крупнейшими телестанциями, заменив кинорегистраторы. Первые видеомагнитофоны были громоздкими и тяжёлыми («Ampex VR-1000» весил 665 кг, по другим данным — 373 кг), поэтому их использовали либо в студиях, либо возили к месту событий на автомобиле. Тем не менее появление видеомагнитофонов Ampex произвело настоящий переворот в практике телевещания. Компания Ampex получила за изобретение премию «Эмми» 1957 года и в течение нескольких десятилетий оставалась лидером в производстве аппаратуры для видеозаписи, а имя Ampex было настолько тесно связано с самим понятием видеозаписи, что в некоторых странах применялся термин «ампексирование».
В 1957 году свой четырехголовочный видеомагнитофон «TRT-1A» выпустила компания RCA.
Компания Ampex в дальнейшем выпускала обновленные и улучшенные модели своих четырехголовочных магнитофонов, включая «VR-1000B» в 1959 году. Компания объявляла, что по всему миру было продано более 360 экземпляров «VR-1000», из них более 250 в США (по 30 каждой телевещательной сети; 100 независимым станциям; 20 производственным компаниям). Второе поколение — магнитофоны «VR-2000» — появилось в 1964 году. За ним в 1966 году последовала уменьшенная экономичная версия «VR-1200», а также серия магнитофонов «AVR» в 1970-х годах.
Видеомагнитофоны в СССР
До 1970 года поставки видеомагнитофонов Советскому Союзу были запрещены США в связи с эмбарго и как «технология двойного применения», пригодная для использования в военных целях. Поэтому, в 1958 году было принято постановление ЦК о разработке собственных видеомагнитофонов. Ещё одной причиной этого решения стала встреча в этом же году вице-президента США Ричарда Никсона с Первым секретарём ЦК КПСС Никитой Хрущёвым на американской выставке в Москве, которая была записана видеомагнитофоном, стоявшим в соседней комнате «типовой американской квартиры». Запись была подарена Хрущёву, которую тот передал в Институт звукозаписи (ВНАИЗ) для расшифровки. После этого работы по разработке собственных систем видеозаписи начались одновременно в Москве (в институтах ВНАИЗ и НИКФИ) и в Ленинграде (в институте ВНИИТ и на заводе «Ленкинап»).
За основу был взят метод поперечно-строчной записи. Однако в Ленинграде под руководством заведующего лабораторией М. Г. Шульмана было принято решение использовать советскую ленту шириной 70 мм, поскольку задача совместимости с американским форматом первоначально не ставилась. Это исключало возможность воспроизведения зарубежных записей, но расширяло полосу записываемых частот. Скорость движения вращающихся видеоголовок относительно ленты составляла 58,5 м/с, превосходя этот же параметр формата Q на 40 %. 24 декабря 1959 года Госкомиссия приняла на заводе лабораторный образец видеомагнитофона «КМЗИ-4» (комплект магнитной записи изображения). Этот день считается датой рождения советской видеозаписи. Выпуск первых видеомагнитофонов был приурочен к визиту президента Дуайта Эйзенхауэра, запланированному на май 1960 года. Однако, после отмены визита из-за полёта Пауэрса, «президентские» видеомагнитофоны были установлены на ленинградском телецентре, начав советскую эпоху вещания с магнитной ленты. Последующее решение об использовании импортной магнитной ленты, привело к прекращению в 1962 году выпуска аппаратов «КМЗИ-4», на смену которым пришёл «КМЗИ-6», соответствующий американскому стандарту, а позднее «Электрон-2». Видеомагнитофоны «КМЗИ-6» приняли участие в организации первого советского телемоста 1 мая 1965 года.
Кроме видеомагнитофонов для использования на телевидении выпускались специальные разновидности для регистрации импульсных сигналов, предназначенные для перехвата информации зарубежных разведывательных спутников. Военные модификации видеомагнитофонов использовались также для записи сигнала радиолокаторов и обеспечения космических запусков.

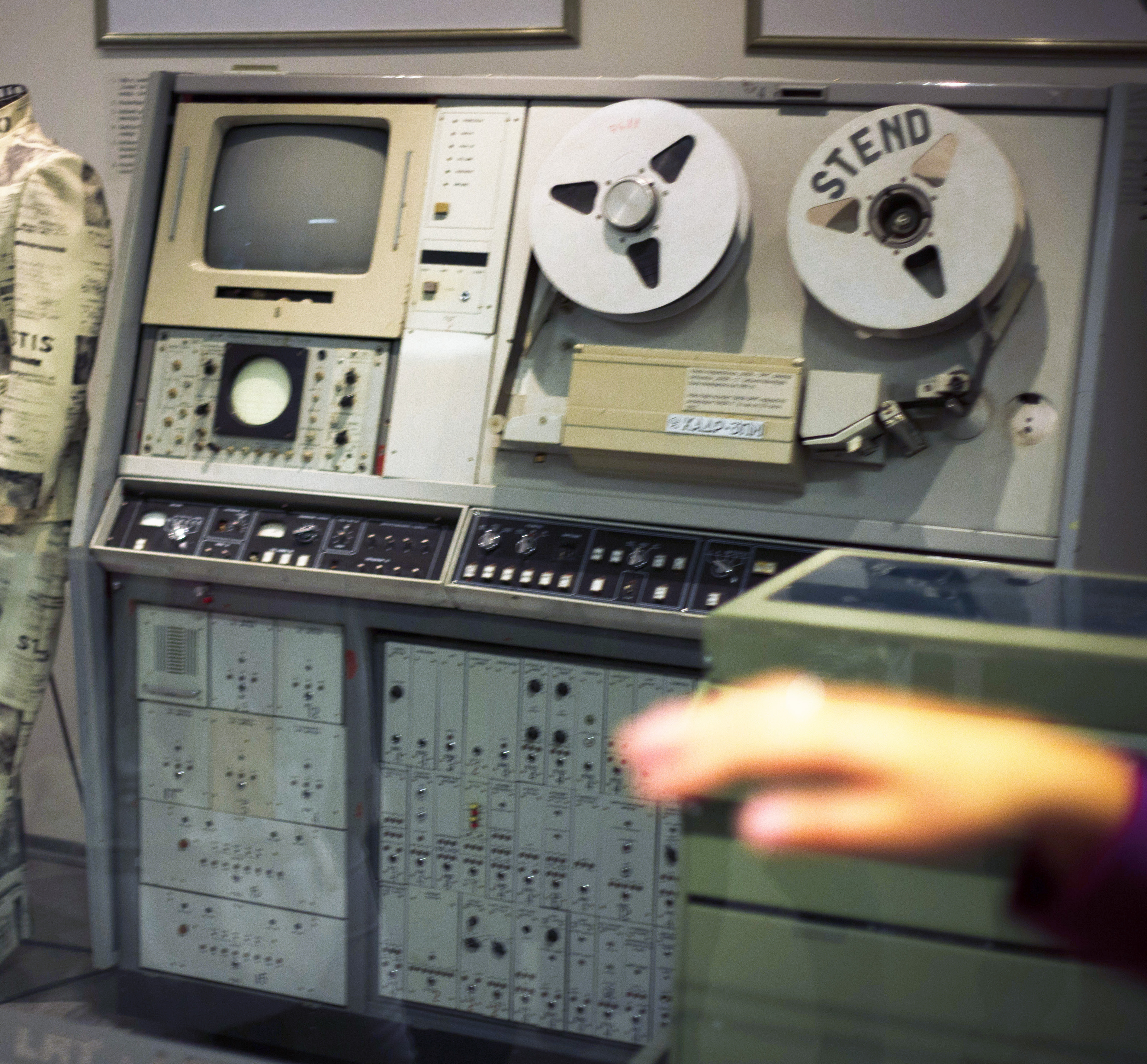
Советский видеомагнитофон «Кадр-3ПМ»

Во ВНАИЗ (ныне ВНИИТР) разработка видеомагнитофона началась в 1958 году под руководством В. И. Пархоменко. Разработка велась на основе американского формата Q, что позволило воспроизводить зарубежные записи и продавать советские за границу. 20 февраля 1960 года газета «Советская Россия» в статье «Это вы увидите сегодня» сообщила о передаче по Центральному телевидению экспериментальной программы в записи на ленте. Она велась из помещений ВНАИЗ: телекамеры установили в концертной студии, где состоялся эстрадный концерт. После прямой трансляции он был снова показан уже в записи.
На Новосибирском заводе точного машиностроения было организовано серийное производство видеомагнитофонов «Кадр-1» формата Q. Всего было выпущено 160 аппаратов. Впоследствии ВНИИТР разработал видеомагнитофон «Кадр-3ПМ», который позволял записывать и монтировать цветные телепередачи. Эта модель выпускалась заводом почти 20 лет, и вместе с видеомагнитофонами «Электрон-2М» производства ЛОМО стала основой для подготовки цветных телепрограмм в СССР.
Несмотря на очевидные недостатки, видеомагнитофоны такого типа находились в использовании до конца 1970-х годов благодаря высокому качеству и хорошей сохранности видеозаписей. В СССР двухдюймовые аппараты выпускались практически до конца 1980-х годов из-за сложности освоения промышленностью новых типов видеозаписи. На советском телевидении использование видеомагнитофонов было одним из инструментов цензуры, поэтому большая часть советских телепередач демонстрировались только в записи, а доля вещания в прямом эфире не превышала 5 %.

### Наклонно-строчная видеозапись

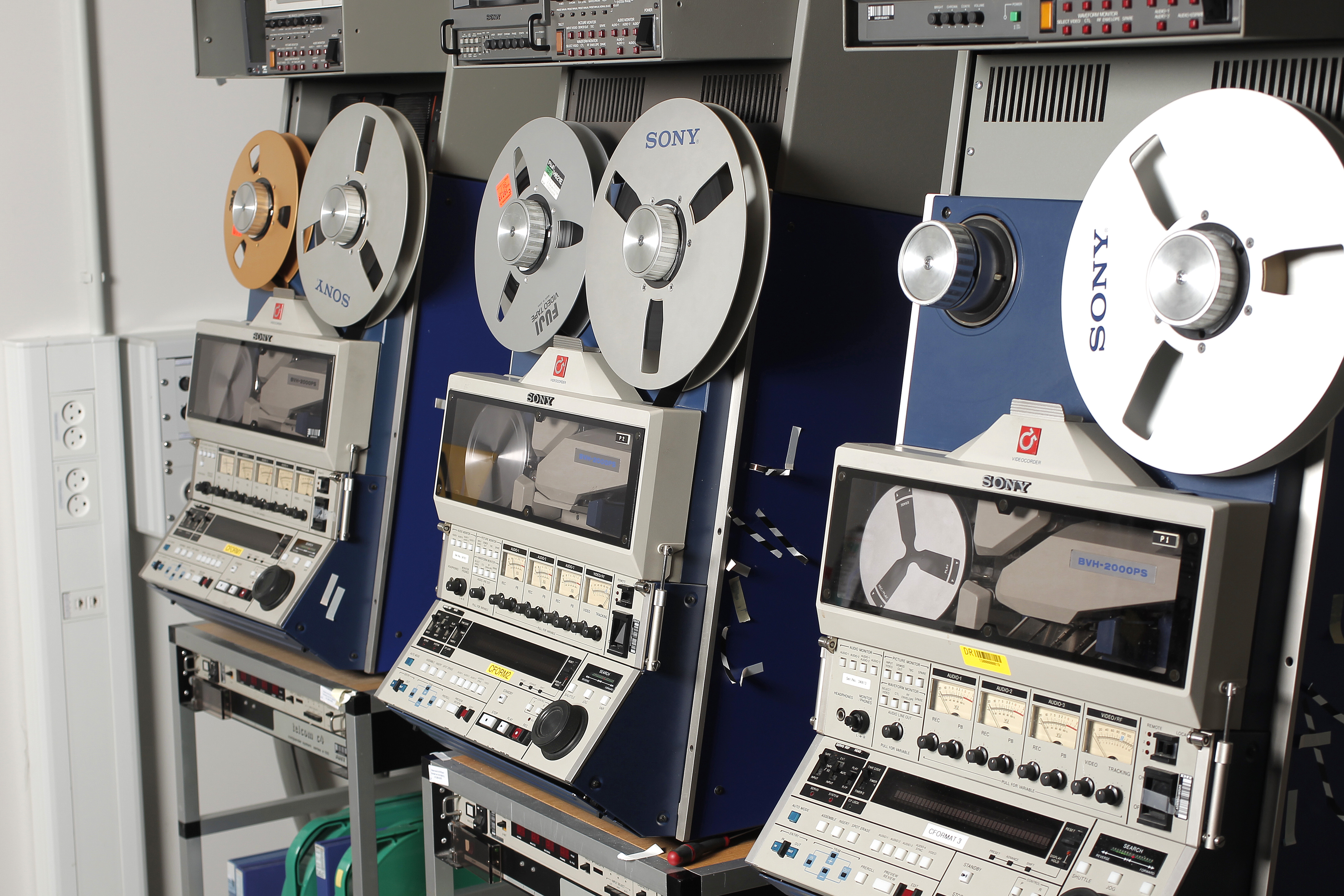
Студийные видеомагнитофоны формата «Ц»

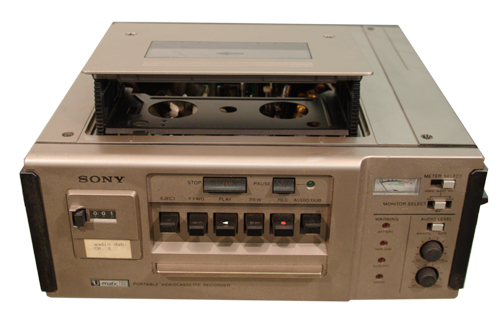
Портативный кассетный видеомагнитофон формата U-matic для тележурналистики

Основным недостатком поперечно-строчной записи была её сегментированность, то есть необходимость нескольких дорожек для записи целого телевизионного поля. Это исключало воспроизведение видео на скоростях, отличных от стандартной, и чрезвычайно затрудняло видеомонтаж.
В 1953 году способ наклонно-строчной записи был запатентован Эдуардом Шюллером из компании Telefunken. В 1959 году компания Toshiba выпустила первый коммерческий видеомагнитофон «KV-1», использующий данный вид записи. Также этим занимались Ampex, Sony, Nottingham Electronic Valve Company и другие производители, используя ленты шириной в 0,5, 1 либо 2 дюйма. Система фирмы Bosch, основанную на ленте шириной в 1 дюйм, получила название «B» и допускала кассетную зарядку, но, несмотря на преимущества, уступила место первому несегментированному формату «Ц» с плёнкой такой же ширины.
В 1965 году инженеры компании Ampex разработали принцип цветной видеозаписи с переносом спектра, в дальнейшем использованный в кассетных форматах. Первым таким форматом, предназначенным для тележурналистики, в 1969 году стал U-matic, разработанный японской корпорацией Sony.
Возможность электронного видеомонтажа и воспроизведения со скоростью, отличающейся от стандартной, сделали формат «Ц» вещательным стандартом. После проведения московских олимпийских игр в 1980 году специалисты ВНИИТР разработали собственный видеомагнитофон «Кадр-103СЦ» этого формата. Впервые в советском аппарате имелся корректор временны́х искажений (англ. Timebase Corrector (TBC)) и компенсатор выпадений. Новосибирский завод выпустил 600 видеомагнитофонов этой модели, и она стала основной для производства цветных программ в СССР.
В 1982 году фирма Ampex разработала на основе бытового композитного формата Betamax профессиональный компонентный Betacam, позволявший получать изображение вещательного качества. Betacam стал одним из прорывов технологии видеозаписи: на его основе начался выпуск компактных видеокамер для телерепортажа, которые обеспечивали качество изображения, сопоставимое со студийными телекамерами. Дальнейшее развитие видеозаписи шло по пути уплотнения информации за счёт уменьшения минимальной записываемой длины волны, а также по пути разделения записи сигналов яркости и цветности. Первый путь привёл к появлению новых форматов, рассчитанных на металлопорошковую ленту с более плотной записью. Одним из таких форматов стал Betacam SP, приблизившийся к потолку качества, недостижимому даже студийными аппаратами формата Q.
Со второй половины 2000-х годов видемагнитофоны практически полностью ушли из телевизионного производства, уступив место видеосерверам и иным устройства на основе накопителей с твердотельной памятью. Видеомагнитофоны используются преимущественно для архивирования и воспроизведения архивных видеозаписей.

### Бытовая видеозапись
Первым бытовым видеомагнитофоном считается «Telcan», продемонстрированный в студии «Би-Би-Си» в Лондоне 24 июня 1963 года. Однако, принцип записи неподвижными головками на магнитную ленту, движущуюся с большой скоростью, обеспечивал крайне низкую надёжность, и не получил распространения даже в непрофессиональной аппаратуре. Он использовался ещё раз в 1987 году компанией Fisher-Price в игрушечной видеокамере PXL-2000: одной стороны компакт-кассеты хватало для записи трёх с половиной минут видео низкого качества. Поперечно-строчная запись была также непригодна для домашнего применения из-за сложности обслуживания и громоздкости аппаратуры.
Настоящий успех бытовой видеозаписи стал возможен только благодаря совершенствованию наклонно-строчной технологии, позволившей уменьшить ширину ленты до 3/4 дюйма. 7 июня 1969 года на прилавках магазинов появились первые бытовые кассетные видеомагнитофоны Sony. Это была модель профессионального формата U-matic, пригодная также для домашнего использования. Дальнейшее совершенствование шло по пути уменьшения ширины ленты до полудюйма, приблизив размеры лентопротяжного тракта к приемлемой компактности. В 1972 году компании Philips и Grundig разработали кассетный полудюймовый формат VCR, специально предназначенный для бытового использования. Сравнительно компактная кассета коаксиального типа обеспечивала хорошее качество изображения, но максимальная продолжительность записи не превышала 45 минут. Этого было недостаточно для полноценного хранения кинофильмов, и дальнейшее совершенствование привело к созданию формата Video 2000. Одновременно в США появился формат Cartrivision с кассетой похожей конструкции, но рассчитанный на запись только каждого третьего полукадра видео. В результате, продолжительность программы на кассете могла достигать 114 минут, позволяя хранить полнометражные художественные фильмы целиком. Видеокассеты «Картиривижн» стали первыми, на которых продавались готовые видеозаписи официальных релизов кинокартин. Однако, технология не получила распространения из-за неудачного маркетинга и сопротивления большинства киностудий.
В середине 1970-х годов на рынке появились форматы Betamax корпорации Sony и VHS компании JVC, в которых впервые отсутствовал защитный промежуток между магнитными строками на ленте. Это позволило повысить плотность записи: при удовлетворительном качестве изображения её длительность могла достигать трёх часов.
С распространением этих форматов видеомагнитофоны стали доступны миллионам пользователей по всему миру. Оба стандарта используют полудюймовую ленту, однако несовместимы: кассету «Бетамакс» нельзя воспроизвести на видеомагнитофоне формата VHS и наоборот. Довольно быстро VHS победил в «войне форматов», на два десятилетия став мировым стандартом бытовой видеозаписи. Более совершенный формат S-VHS нашёл применение, главным образом в телевизионном производстве и не смог завоевать рынок видеопроката, уже наполненный огромным количеством кассет VHS, который до конца истории домашнего видео оставался главным бытовым форматом. С начала 2000-х годов бытовые видеомагнитофоны начали быстро вытесняться DVD-проигрывателями и просмотром видеофайлов с компьютеров, а с 2010-х годов — просмотром потокового видео с планшетных компьютеров и смартфонов.

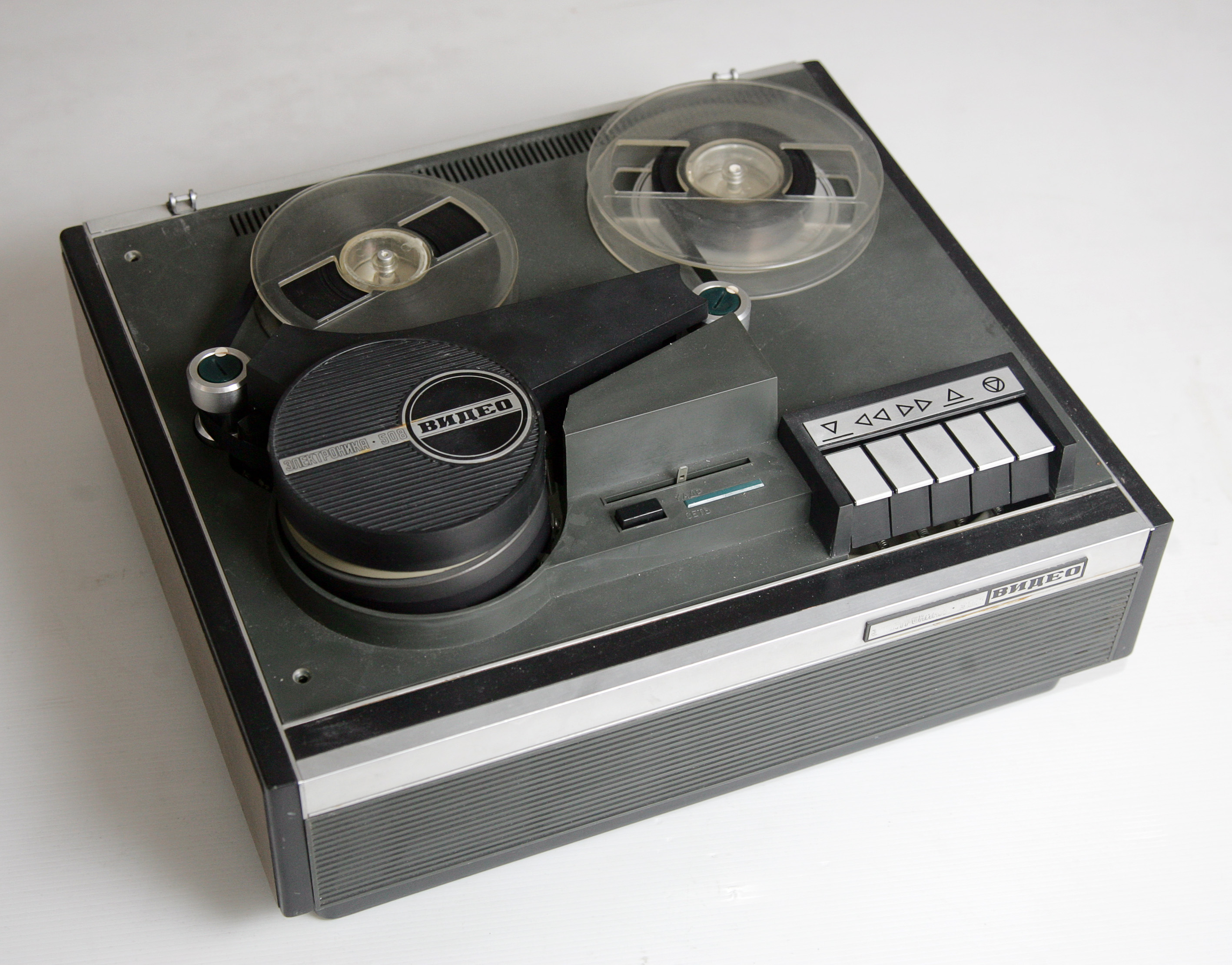
Советский катушечный бытовой видеомагнитофон «Электроника-508 Видео» в экспозиции Музея Нижегородской радиолаборатории

В СССР бытовые видеомагнитофоны начали проникать с середины 1970-х годов и первоначально были только у лиц, имевших возможность выезда за рубеж. В широкой продаже они стали доступны только с начала перестройки. До этого небольшими партиями выпускались катушечные видеомагнитофоны наклонно-строчной записи, пригодные для домашнего использования. Первым таким аппаратом в 1967 году стал чёрно-белый «Малахит», выпущенный Рижским радиозаводом. К категории бытовых его можно отнести условно, но для того времени даже такой видеомагнитофон с магнитной лентой шириной 25,4 мм мог считаться компактным.
На ЛОМО в 1970 году завершилась разработка малогабаритного катушечного видеомагнитофона «ВК-1/2», в дальнейшем выпущенного в количестве 8000 штук. Этот образец также мало подходил для бытового использования: прогресс наметился позднее, когда в 1973 году ленинградским НПО «Позитрон» был начат выпуск чёрно-белого видеомагнитофона «Электроника-Видео», а вслед за ним — моделей «Электроника-501», «Электроника-502», «Юпитер-205», цветных «Электроника-508», «Электроника-509» и «Электроника-591». Все они соответствовали катушечному формату EIAJ-1 и были рассчитаны на использование импортной полудюймовой магнитной ленты, главным образом — ORWO.

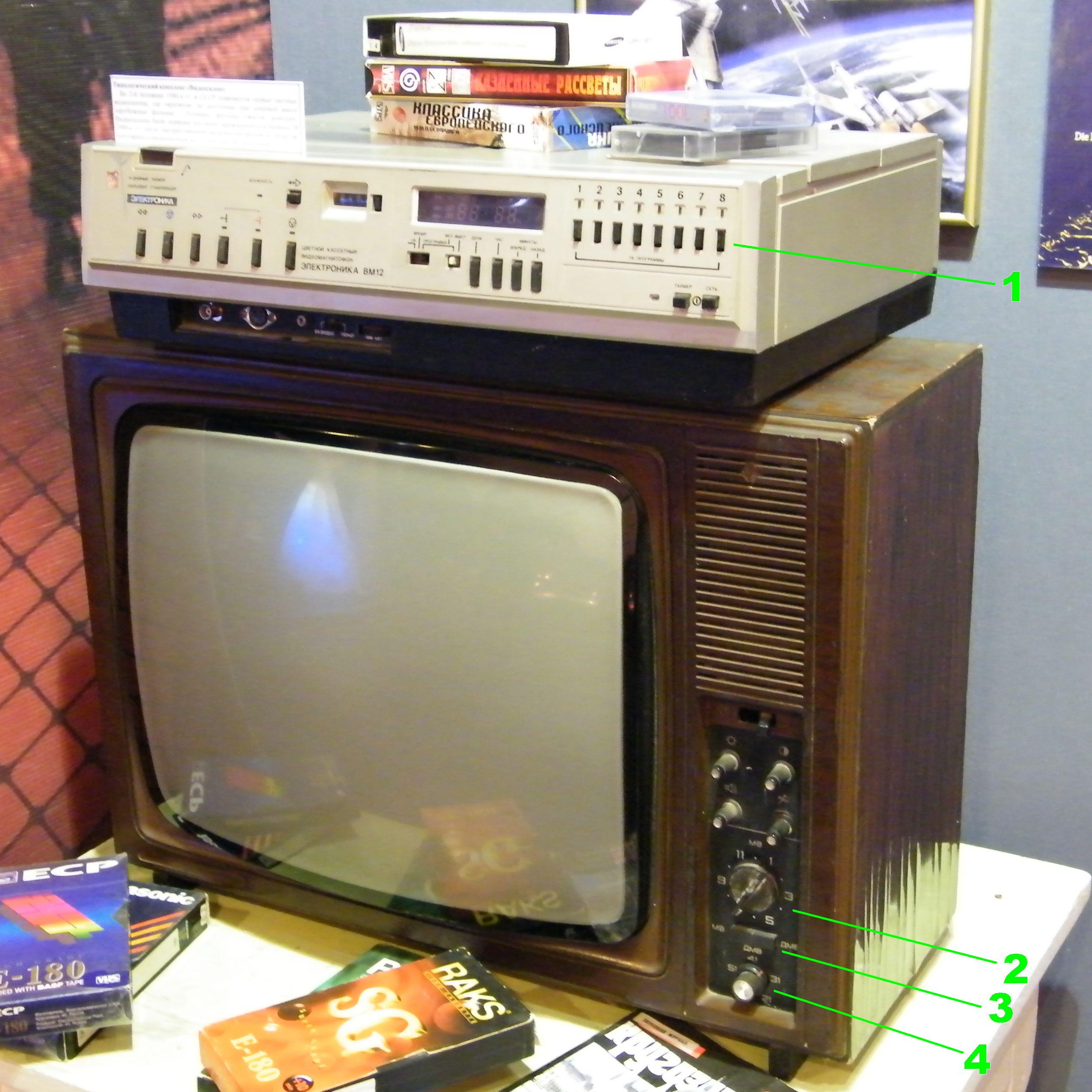
Бытовой кассетный видеомагнитофон «Электроника ВМ-12» на телевизоре

Первый кассетный видеомагнитофон «Спектр-203 видео» формата VCR сошёл с конвейера Львовского ПТО им. Ленина в 1974 году. В 1979 году его сменили «Сатурн-505» и «Электроника-505» того же формата. Чрезвычайно высокая цена всех этих устройств (более 2000 рублей) в сочетании с нестабильностью их работы и отсутствием рынка готовых видеозаписей, препятствовали массовому спросу на бытовую видеотехнику. Прорыв произошёл в начале 1980-х годов, когда стали доступны видеокопии иностранных фильмов на кассетах VHS, главным образом, пиратские. Чтобы удовлетворить растущий спрос на видеоаппаратуру, в 1983 году был начат крупносерийный выпуск кассетного видеомагнитофона «Электроника ВМ-12» формата VHS, а в 1984 году он начал поступать в продажу. В первой половине—середине 1980-х годов частные видеопросмотры преследовались советскими властями. Только в 1988 году было ввезено более 100 тысяч видеокассет с иностранными фильмами.
В результате видеомагнитофон впервые позволил советским гражданам получить доступ к иностранному киноискусству без контроля идеологов, и сыграл не последнюю роль в крушении советской киноиндустрии.

### Цифровая видеозапись
Развитие цифровых технологий и цифрового телевидения привело к распространению цифровой видеозаписи, предусматривающей запись на магнитную ленту не аналоговых сигналов, а цифровых данных. Такие форматы наклонно-строчной цифровой видеозаписи стали появляться уже в конце 1980-х годов, но их широкое использование началось только с середины 1990-х годов, ненамного опередив наступление компьютерных технологий, в конце концов вытеснивших магнитную ленту.
Использование цифровой записи облегчает её перенос в компьютер и последующий нелинейный монтаж. Однако, главным преимуществом цифровых видеомагнитофонов по сравнению с аналоговыми, особенно важным для телевидения, является возможность многократной перезаписи без накопления искажений. Это необходимо при сложном видеомонтаже и создании спецэффектов. Цифровая видеозапись в большей степени совместима с современным цифровым телевидением, в том числе высокой чёткости.

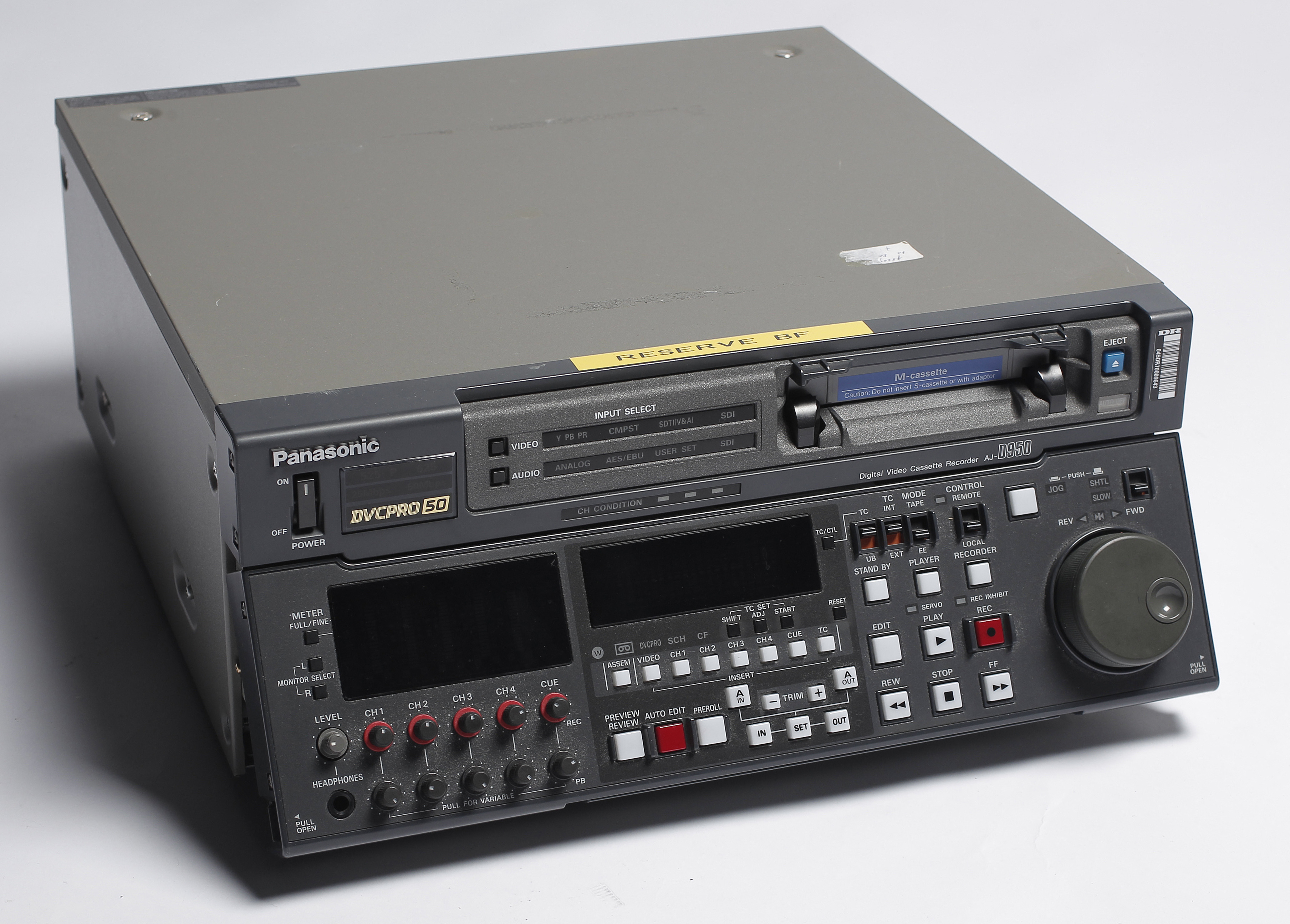
Цифровой студийный видеомагнитофон Panasonic формата DVCPRO начала 2000-х годов.

Во второй половине 2000-х — начале 2010-х годов на некоторых телестудиях всё ещё использовались цифровые кассетные видеомагнитофоны форматов Betacam SX, DVCAM, DVCPRO, а также видеокамеры этих форматов. Однако видеозапись на магнитную ленту быстро вытеснялась из телевизионного производства камерами с твердотельными накопителями SxS и других типов, позволяющими оперативно переносить данные в станцию нелинейного монтажа и передавать их по Интернету. Видеомонтаж, выдача и хранение данных происходят при помощи видеосерверов, с оптических дисков или твердотельных накопителей, без применения видеомагнитофонов. Вместе с тем, видеозапись на магнитную ленту считается более надёжной, чем запись на жёсткий диск или твердотельную память, требующие дорогостоящих технологий резервирования. На ленту данные записываются целиком и не требуют «таблиц расположения», повреждение которых делает запись нечитаемой. Более того, в отличие от цифровой памяти, магнитная лента не требует постоянного наличия электропитания. Телекомпании с небольшими бюджетами всё ещё хранят архивы на аналоговой магнитной ленте, но даже крупные вещатели до сих пор архивируют часть контента с помощью цифровых видеомагнитофонов.

## Принципы магнитной видеозаписи
Технические характеристики видеосигнала, формирующего телевизионное изображение, накладывают следующие требования на конструкцию электрической и механической частей видеомагнитофона:
- широкий спектр видеосигнала (5—6 МГц в аналоговых вещательных стандартах) требует высокой скорости движения магнитной ленты относительно магнитных головок. Единственным технически приемлемым решением является размещение головок на барабане, вращающемся с большой скоростью[3]. Магнитная лента огибает барабан и движется относительно медленно. В то же время за счёт вращения барабана скорость движения магнитной ленты относительно магнитных головок получается большой, обеспечивая высокую плотность записи и её продолжительность;
- широкополосный видеосигнал не может быть непосредственно записан на магнитную ленту и записывается с использованием узкополосной частотной модуляции, от параметров которой в конечном счёте зависит чёткость изображения[55];
- высокая плотность видеозаписи и необходимость точного соблюдения временны́х характеристик видеосигнала налагают высокие требования на стабильность движения магнитной ленты в тракте видеомагнитофона. Это отражается в прецизионности изготовления деталей механизма, многократно превосходящей точность лентопротяжного тракта обычного магнитофона. Для компенсации неизбежных отклонений скорости ленты и частоты вращения барабана видеоголовок используется система автоматической регулировки, получившая название «автотрекинг»[56].

## Классификация видеомагнитофонов
Современные видеомагнитофоны классифицируются по следующим признакам:
- назначению (профессиональные, бытовые, промышленные);
- способу регистрации информации — аналоговые и цифровые;
- формату видеозаписи — например, VHS, «Бетакам» или Digital-S;
- По поддерживаемым стандартам разложения: 625/50, 525/60 или 1080i;
- поддерживаемым стандартам цветного телевещания (PAL, SECAM, NTSC);
- возможности записи: видеомагнитофон — для записи и воспроизведения, видеоплеер — только для воспроизведения; в торговле видеомагнитофонами называют устройства, имеющие, помимо возможности записи, ещё тв-тюнер и таймер (для программирования записи в отсутствие хозяина при выключенном телевизоре), устройство, которое может делать видеозаписи, но только в ручном режиме и со включённого телевизора, называют записывающим видеоплеером.
- мобильности (стационарные, переносные и портативные).

### Бытовые видеомагнитофоны
Данный класс устройств предназначался для некоммерческого использования в домашней обстановке. Бытовые видеомагнитофоны, как правило, обладали более скромными характеристиками и стабильностью параметров, чем профессиональные, но оснащались многочисленными сервисными функциями, повышавшими удобство пользования: таймером, телевизионным тюнером, автоматизированным поиском и высокочастотным модулятором, позволяющим подключение к обычному телевизору без согласующих устройств. Исторически появились значительно позднее профессиональных, вследствие невозможности снижения рыночной цены первых видеомагнитофонов до уровня, доступного рядовому потребителю. Кроме того, первые видеомагнитофоны требовали эксплуатации квалифицированными инженерами и были непригодны для домашнего использования в том числе из-за массы и размеров. Первые бытовые аппараты были катушечными и сложная система зарядки плёнки порождала большие неудобства в использовании. Появление доступных кассетных форматов привело к «видеобуму», когда бытовая видеозапись стала массовым явлением.

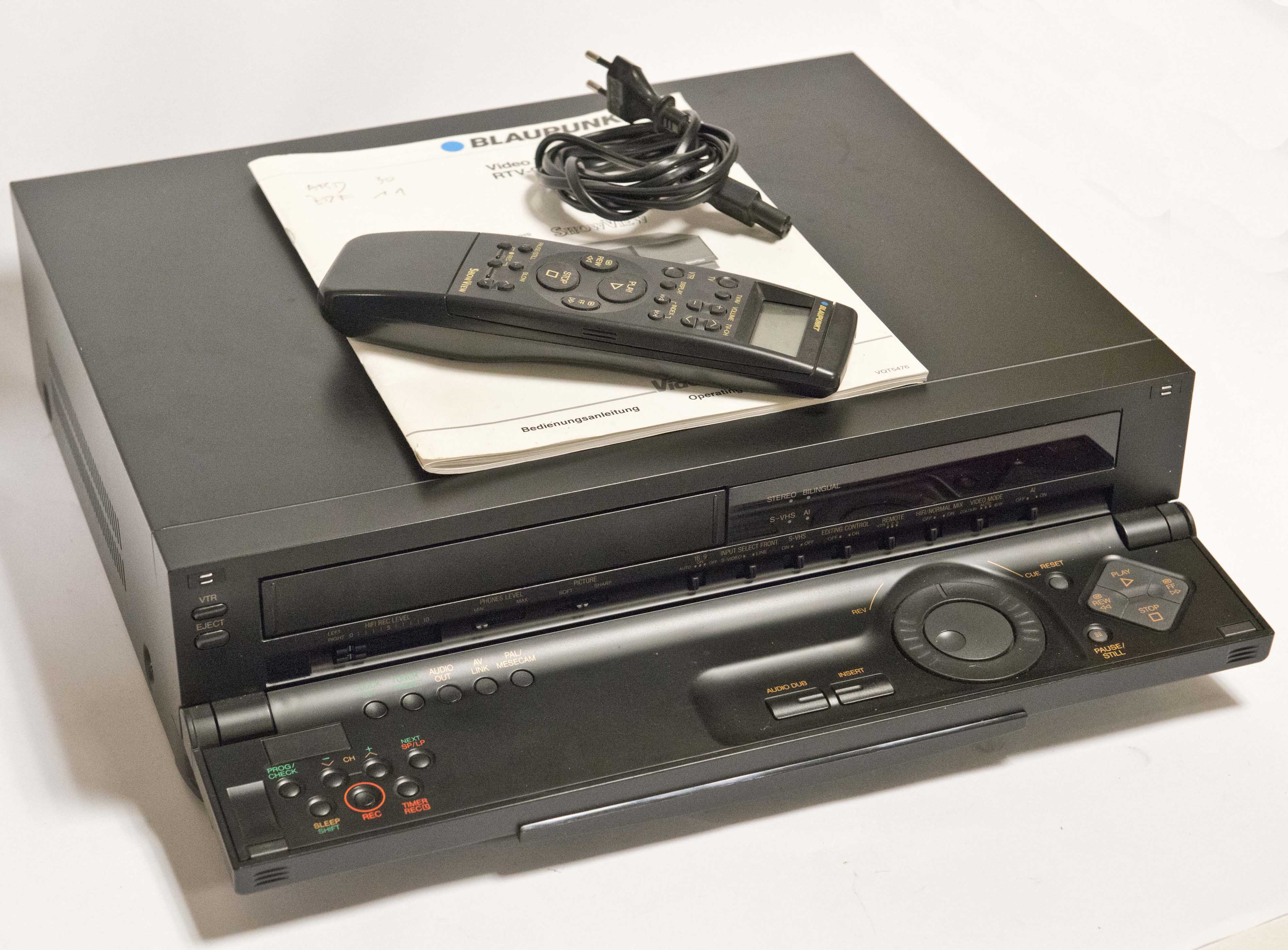
Бытовой видеомагнитофон Blaupunkt, 1990 год

Во всех бытовых видеомагнитофонах использовалась только наклонно-строчная видеозапись вследствие её удобства для осуществления сервисных функций стоп-кадра или воспроизведения со скоростью, отличной от скорости записи. По числу головок на вращающемся барабане, от которого зависит функциональность, различают 2—6- и 8-головочные видеомагнитофоны. Кроме двух универсальных видеоголовок, использующихся для записи и воспроизведения соответственно чётных и нечётных полукадров, для расширения функциональности и повышения качества воспроизведения на замедленных режимах протяжки плёнки (LP/SLP) были добавлены ещё две видеоголовки. Качественная запись стереозвука стандарта HI-FI Stereo потребовала добавления на вращающийся барабан ещё двух головок, предназначенных для записи частотно-модулированного звука. Реализация качественного режима монтажа вставкой потребовала размещения дополнительных стирающих головок на вращающемся барабане.
Бытовые видеомагнитофоны предусматривали возможность записи как с композитного видеовхода, так и со встроенного тюнера, принимавшего телепрограммы с антенны. Первые бытовые видеомагнитофоны имели возможность присоединения портативной передающей телекамеры для записи домашнего видео. Позднее, с появлением видеокамер, со встроенным видеомагнитофоном, вход для выносной телекамеры потерял актуальность.
После повсеместного распространения промышленно тиражируемых видеокассет с готовыми видеозаписями фильмов и передач, появились бытовые видеоплееры (видеопроигрыватели). Они были значительно дешевле из-за отсутствия дорогостоящих блока записи и тюнера ТВ-программ. Несмотря на отсутствие возможности записи телепрограмм, повышающей удобство пользования телевизором, видеоплееры получили широкое распространение, поскольку отвечали главному назначению видеомагнитофона: просмотру готовых видеокопий кинофильмов. Также выпускались видеоплееры с возможностью записи видео- и аудиосигнала со внешних входов.
В настоящее время бытовые видеомагнитофоны полностью вытеснены проигрывателями оптических видеодисков, вследствие более высокого качества и удобства последних. 21 июля 2016 года, последний из производителей видеомагнитофонов и кассет к ним, японская компания Funai, объявила о закрытии производственной линии и окончательном прекращении производства.

### Профессиональные видеомагнитофоны

#### Студийный видеомагнитофон

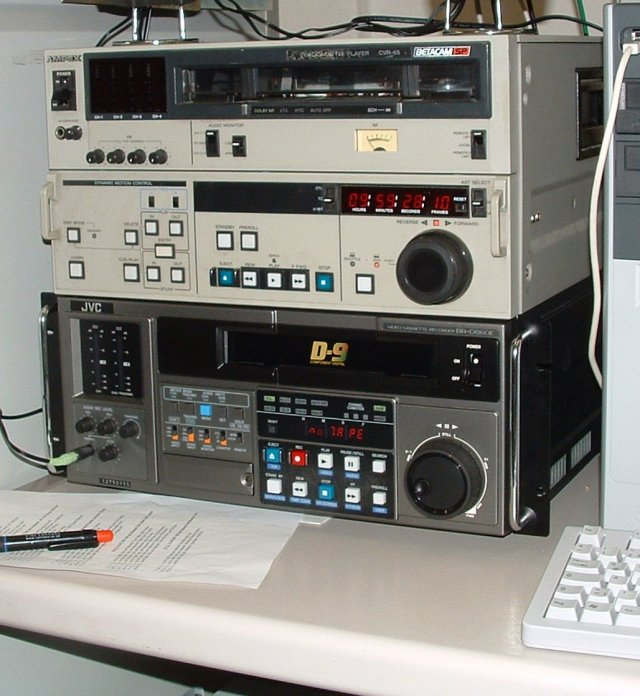
Студийные видеомагнитофоны форматов Betacam SP и Digital-S

Главным отличием студийных видеомагнитофонов от всех остальных типов является пригодность для профессионального видеомонтажа с покадровой точностью. Это накладывает особые требования не только на количество входов и выходов, но и на лентопротяжный механизм и наличие специальных интерфейсов, стыкующих такие магнитофоны с аппаратно-студийным комплексом. Чаще всего применяется интерфейс RS-422.
Первые студийные видеомагнитофоны были катушечными и использовали поперечно-строчную видеозапись. В настоящее время подавляющее большинство студийных аппаратов имеют кассетную зарядку и наклонно-строчный принцип записи.
Студийные видеомагнитофоны, как правило, оснащаются корректором временны́х искажений, компенсатором выпадений сигнала (тв-строка, считанная с недостаточным отношением сигнал-шум, заменяется предыдущей, сохранённой в памяти) и считывателем временного кода.
Самая полнофункциональная разновидность студийного видеомагнитофона называется «монтажный видеомагнитофон» (англ. Studio Editing VCR/VTR). Такие аппараты входили в студийные монтажные комплексы, предназначенные для электронного линейного видеомонтажа с покадровой точностью, а также для создания видеоэффектов.
В настоящее время с распространением нелинейного видеомонтажа при помощи компьютера, видеомонтаж при помощи монтажных видеомагнитофонов практически ушёл в прошлое.
Более простые версии студийных видеомагнитофонов, не обладающие полноценными монтажными функциями, предназначены для выдачи видеозаписей в эфир. На сегодняшний день это единственный тип профессиональных видеомагнитофонов, используемый исключительно для воспроизведения архивных видеозаписей. Всё остальное телевизионное производство основано на видеосерверах и твердотельной памяти.

#### Компактный видеомагнитофон
Эти аппараты имели малый вес и размеры, предназначались для внестудийной работы, в частности в ПТС, применялись для контрольного просмотра телесюжетов, а иногда для резервной записи. Пригодны для простейших монтажных операций. Устройства этого типа могут работать как от стационарной электрической сети, так и от аккумуляторов.
Портативные устройства имели ещё меньшие размеры и вес и могли входить в состав телевизионного журналистского комплекса (ТЖК). Они не предназначены для полноценных монтажных работ, но вполне пригодны для предварительного монтажа в период съёмки. В настоящее время компактные и портативные видеомагнитофоны не выпускаются вследствие повсеместного перехода на твердотельные накопители и жёсткие диски, более удобные для внестудийного видеопроизводства.

#### Накамерный видеомагнитофон
Устройства этого типа впервые появились вместе с запуском производства кассетных видеоформатов профессионального качества, например, «Бетакам». Накамерный видеомагнитофон через специальный адаптер жёстко крепился к телевизионной камере, образуя единый блок — «камкордер». В большинстве телевизионных журналистских комплексов (англ. Electronic news gathering) чаще всего использовались именно накамерные видеомагнитофоны. В настоящее время устройств такого типа не выпускается вследствие повсеместного перехода на более компактные бесплёночные технологии видеозаписи, использующие твердотельные накопители. Современные профессиональные видеокамеры выполняются в одном корпусе с записывающим устройством.

#### Лэптоп
Эта категория видеомагнитофонов появилась в начале 2000-х годов. От компактных предшественников их отличает наличие устройств локального отображения видео и звука, что и предопределило такое название, заимствованное у портативных компьютеров. Также, в отличие от компактных видеомагнитофонов, «лэптопы» имеют полный набор монтажных функций и пригодны для оперативного видеомонтажа непосредственно на месте событий. На таких аппаратах имеется откидной плоский монитор для контроля изображения и громкоговоритель для возможности прослушивания фонограммы. Это избавляет от необходимости наличия отдельного монитора и позволяет сделать журналистский комплект действительно мобильным. В некоторых случаях два «лэптопа» могут быть объединены в один блок и связаны через интерфейс RS-422, позволяя осуществлять полноценный монтаж. Из современного видеопроизводства этот тип видеомагнитофонов также вытеснен компьютерами.

#### Специальные
Видеомагнитофоны, обладающие нестандартными функциями, недоступными другим аппаратам. К ним можно отнести цифровые видеомагнитофоны формата Betacam SX, обладающие лентопротяжным трактом для видеокассеты и жёстким диском. Наличие двух типов накопителей позволяет быстро копировать отснятый материал с одного на другой. Кроме того, эти аппараты позволяют производить видеомонтаж с кассет на жёсткий диск без дополнительного видеомагнитофона.
Некоторые модели цифровых видеомагнитофонов форматов DV и DVCAM имеют конструкцию, встраиваемую в корпус компьютера. Такие устройства, называемые DV Drive и DVCAM Drive не оснащаются панелью управления и рассчитаны на питание от компьютера, работая в режиме дополнительных жёстких дисков. Использование подобных устройств удобно для нелинейного монтажа.
Ещё одна категория специальных видеомагнитофонов представляет собой устройства для ускоренной передачи звуковых и видеоданных в станцию нелинейного монтажа. Как правило, такие устройства могут передавать данные со скоростью, в четыре раза превосходящей скорость воспроизведения, что сокращает время на подготовку сюжета с магнитной ленты. В настоящее время все три категории видеоаппаратуры применяются, главным образом для работы с архивными видеозаписями.
Существует цифровой видеомагнитофон с USB-выходом — VCR 2 PC компании ION Audio, фактически это видеомагнитофон со встроенной в него картой видеозахвата (аналогово-цифровым преобразователем), предназначенный для оцифровки VHS-записей.